# Vietnam Electricity

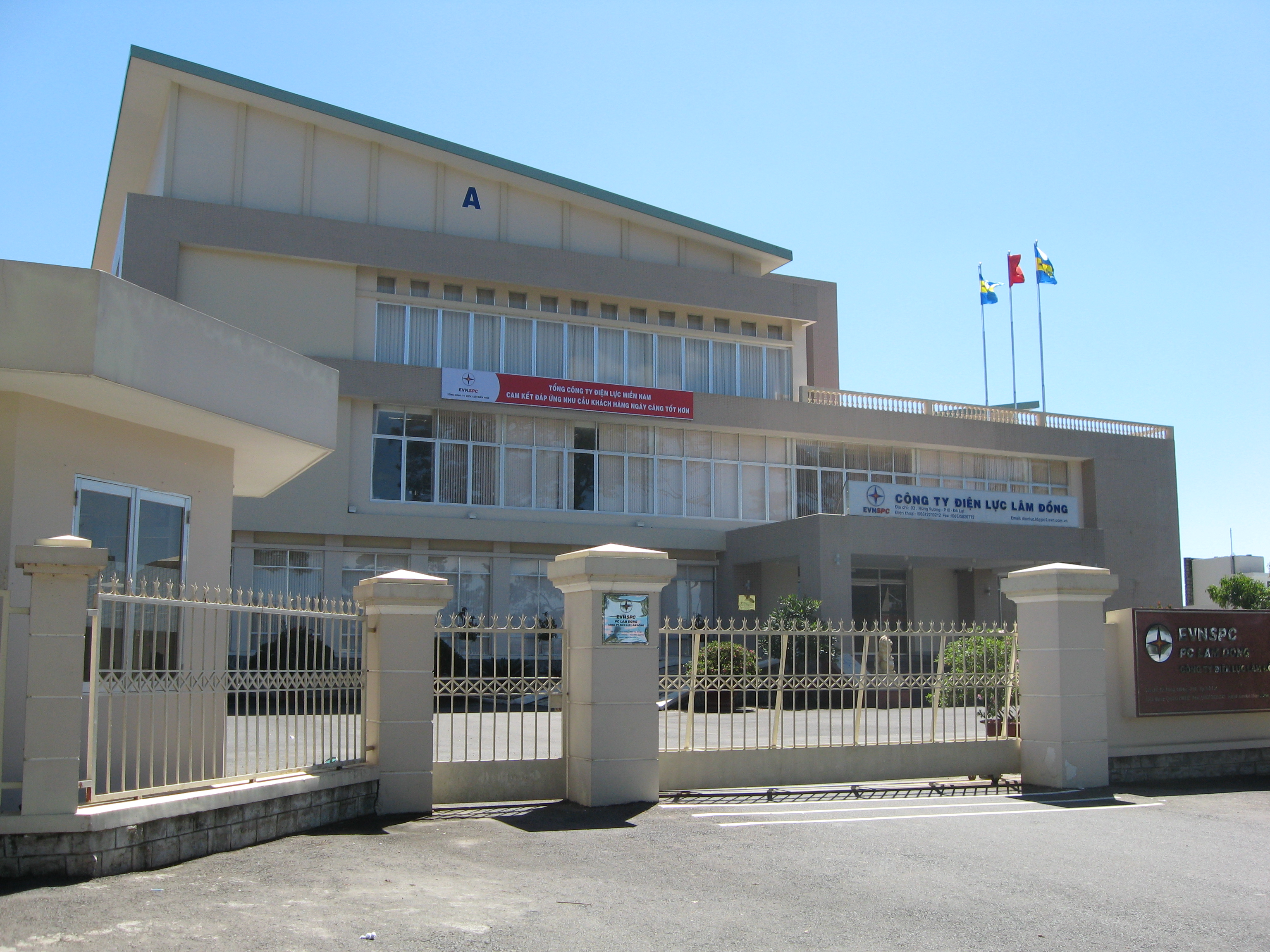
Офис компании в Далате

Vietnam Electricity (EVN) — крупнейшая энергетическая компания Вьетнама, под управлением которой находятся электростанции установленной мощностью 8860 МВт и распределительная сеть длиной около 20 тыс. км. Входит в пятёрку крупнейших компаний страны. Штаб-квартира расположена в Ханое. Долгое время компания отличалась неэффективным управлением и устаревшим оборудованием.
В 2004 году 14 электростанций компании произвели 40,9 млрд кВт.ч электроэнергии, в том числе 50,8 % на ГЭС, 29,4 % на газовых ТЭС, 13,6 % на угольных ТЭС и 6,2 % на дизельных ТЭС. Компания имеет два крупнейших территориальных подразделения — EVN SPC (EVN Southern Power Corporation) и EVN NPC (EVN Northern Power Corporation).
В 2011 году телекоммуникационное подразделение компании EVNTelecom слилось с крупнейшим мобильным оператором страны Viettel Mobile.
Среди крупнейших активов и проектов Vietnam Electricity — ГЭС Хоабинь, ГЭС Шонла, ГЭС Лайтяу, ГЭС Яли, АЭС Ниньтхуан-1 и Ниньтхуан-2. Часть электроэнергии компания покупает в Китае. Часто Vietnam Electricity подвергается критике за монопольное положение на рынке, плохое качество предоставляемых услуг и необоснованную ценовую политику.